# 鶴見市場站

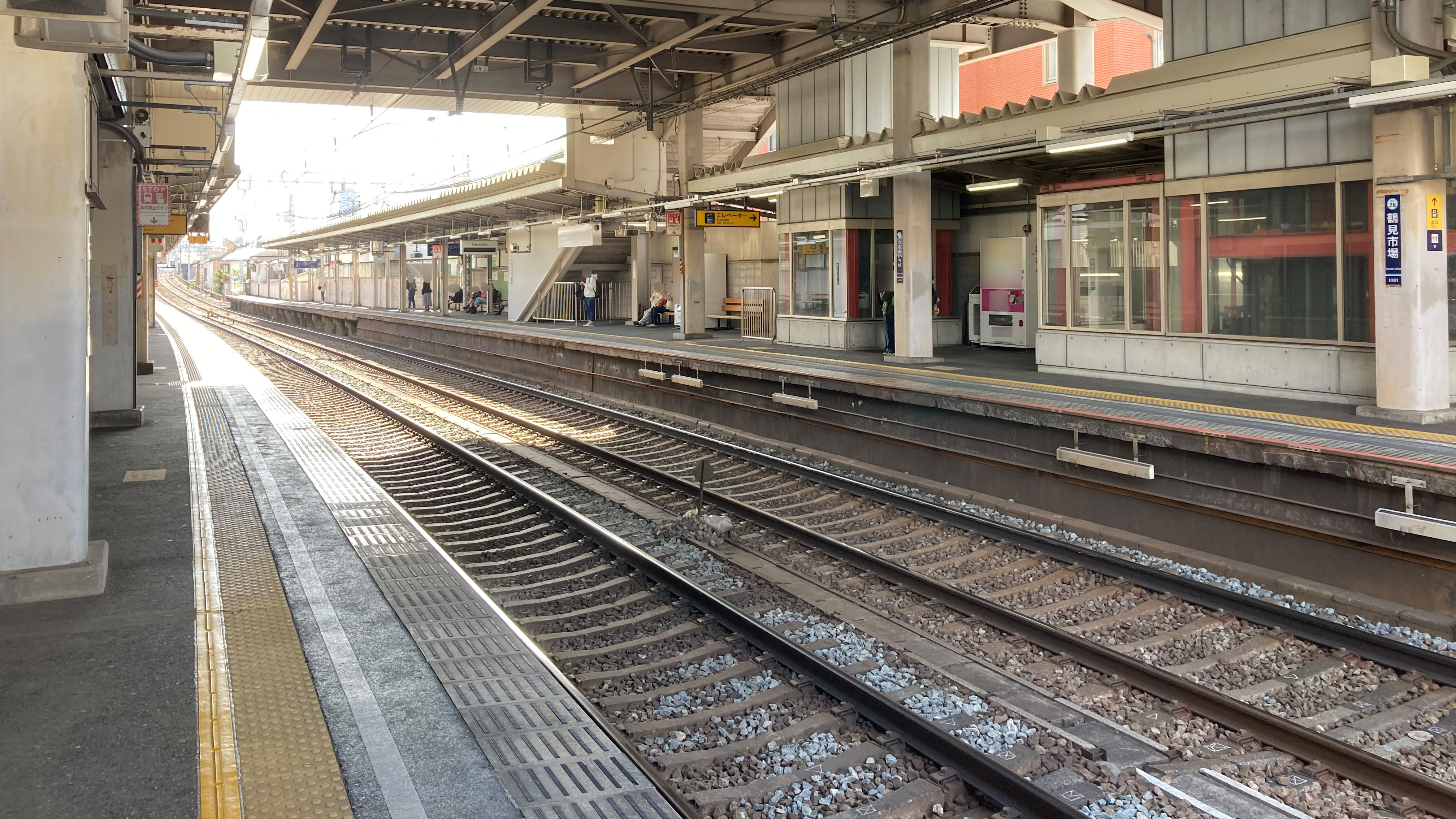
車站月台（2022年3月）

鶴見市場站（日语：／ Tsurumi-ichiba eki */?）位於日本神奈川縣橫濱市鶴見區市場大和町，是京濱急行電鐵本線的鐵路車站。車站編號是KK28。

## 年表
- 1905年（明治38年）12月24日 - 車站市場站啟用[2]。
- 1915年（大正4年）- 為配合八丁畷站啟用，車站廢止[2]。
- 1916年（大正5年）- 因應地區人士之要求，在舊址往神奈川230公尺處重新營業[2]。
- 1927年（昭和2年）4月 - 車站改稱鶴見市場站[2]。
- 1968年（昭和43年）6月15日 - 平日早晨尖峰時刻的上行急行加停本站。
- 1983年（昭和58年）4月 - 跨站式站房完成，同時月台有效長度延伸至8輛編組。
- 1999年（平成11年）7月31日 - 改點。廢止蒲田以南的急行班次，本站不再臨停急行[3]。

## 車站結構
本站為相對式月台2面2線地面車站（跨站式站房）。過去曾是急行的臨時停靠站，月台有效長度對應8輛編組。剪票口層與各月台之間設有電梯。

### 月台配置
| 月台 | 路線 | 方向 | 目的地                           |
| ---- | ---- | ---- | -------------------------------- |
| 1    | 本線 | 下行 | 橫濱、上大岡、浦賀、三浦海岸方向 |
| 2    | 本線 | 上行 | 京急川崎、品川、新橋、淺草方向   |

## 使用情況
2015年度1日平均上下車人次為19,779人，在京急線全部72個車站當中排行第34位。
近年1日平均上下車人次與上車人次變化如下表。
| 年度               | 1日平均 上下車人次 | 1日平均 上車人次 | 來源     |
| ------------------ | ------------------ | ---------------- | -------- |
| 1980年（昭和55年） |                    | 9,477            |          |
| 1981年（昭和56年） |                    | 9,381            |          |
| 1982年（昭和57年） |                    | 9,332            |          |
| 1983年（昭和58年） |                    | 9,503            |          |
| 1984年（昭和59年） |                    | 9,479            |          |
| 1985年（昭和60年） |                    | 9,225            |          |
| 1986年（昭和61年） |                    | 9,627            |          |
| 1987年（昭和62年） |                    | 10,115           |          |
| 1988年（昭和63年） |                    | 10,118           |          |
| 1989年（平成元年） |                    | 10,008           |          |
| 1990年（平成02年） |                    | 10,003           |          |
| 1991年（平成03年） |                    | 10,055           |          |
| 1992年（平成04年） |                    | 9,970            |          |
| 1993年（平成05年） |                    | 9,663            |          |
| 1994年（平成06年） |                    | 9,430            |          |
| 1995年（平成07年） |                    | 9,377            | [ * 1 ]  |
| 1996年（平成08年） |                    | 8,932            |          |
| 1997年（平成09年） |                    | 8,656            |          |
| 1998年（平成10年） |                    | 8,700            | [ * 2 ]  |
| 1999年（平成11年） |                    | 8,425            | [ * 3 ]  |
| 2000年（平成12年） | 17,522             | 8,632            | [ * 3 ]  |
| 2001年（平成13年） | 17,416             | 8,556            | [ * 4 ]  |
| 2002年（平成14年） | 17,400             | 8,553            | [ * 5 ]  |
| 2003年（平成15年） | 17,747             | 8,744            | [ * 6 ]  |
| 2004年（平成16年） | 17,756             | 8,744            | [ * 7 ]  |
| 2005年（平成17年） | 17,552             | 8,636            | [ * 8 ]  |
| 2006年（平成18年） | 18,167             | 8,869            | [ * 9 ]  |
| 2007年（平成19年） | 18,550             | 9,135            | [ * 10 ] |
| 2008年（平成20年） | 18,681             | 9,353            | [ * 11 ] |
| 2009年（平成21年） | 18,452             | 9,226            | [ * 12 ] |
| 2010年（平成22年） | 18,154             | 9,084            | [ * 13 ] |
| 2011年（平成23年） | 18,159             | 9,069            | [ * 14 ] |
| 2012年（平成24年） | 18,934             | 9,468            | [ * 15 ] |
| 2013年（平成25年） | 19,605             | 9,808            | [ * 16 ] |
| 2014年（平成26年） | 19,478             | 9,742            | [ * 17 ] |
| 2015年（平成27年） | 19,779             | 9,884            | [ * 18 ] |

## 車站周邊
周邊為住宅區。站前往舊東海道的熊野神社之間被稱為「市場銀座」。舊東海道上有一里塚遺跡。
本站是箱根驛傳的鶴見中繼所最近站（車站步行2分），中繼所設置處建有紀念碑。驛傳舉行日可見大量觀眾湧入此地。
本站的徒步圈可見許多大型出租公寓大樓，但在1980年代以前，此地聚集了不二家菓子工廠、日野車體、富士電機等工廠設施與町工場。
- 鶴見市場郵便局
- 國道15號（第一京濱）
- 舊東海道
- 鶴見川
- 市場小學校、市場中學校

### 巴士路線
以下路線由橫濱市營巴士運行。
- 市場（國道15號，步行3分）
  - <16> 經鶴見綜合高校（日语：神奈川県立鶴見総合高等学校）往鶴見站前
  - <16> 經鶴見橋往鶴見站前 ※僅平日早晨
- 熊野神社前（市場銀座側，步行3分）
  - <18> 往矢向站前
  - <18> 往鶴見站前、生麥

## 相鄰車站
京濱急行電鐵
 本線
□早晨翼號、□京急翼號、■快特、■快特（金澤文庫站以南為特急）、■特急重難日難金■機場急行
通過
■普通
八丁畷（KK27）－鶴見市場（KK28）－京急鶴見（KK29）

## 外部連結
- 鶴見市場站（各站資訊） - 京濱急行電鐵